# Hertig av Argyll

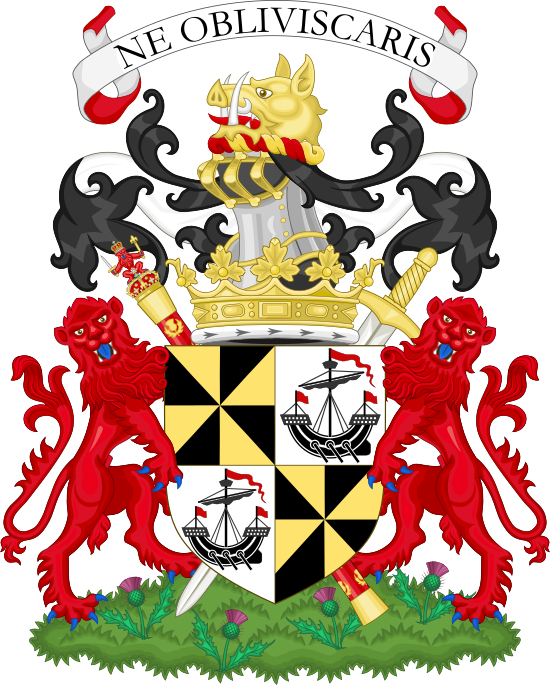
Duke of Argyll

Hertig av Argyll är en titel instiftad 1701, men arvtagarna till denna titel har genom åren haft flera titlar, från början Lord Campbell, sedan även Earl av Argyll och från 1701 Hertig av Argyll. Dessa har också haft andra titlar, som Markis av Lorne.

## Lord Campbell (1445)
- Duncan Campbell, 1:e Lord Campbell (död 1453)
- Colin Campbell, 2:e Lord Campbell (cirka 1433–1493, blev earl av Argyll 1457)

## Earl av Argyll (1457)
- Colin Campbell, 1:e earl av Argyll
- Archibald Campbell, 2:e earl av Argyll
- Archibald Campbell, 4:e earl av Argyll
- Archibald Campbell, 5:e earl av Argyll
- Colin Campbell, 6:e earl av Argyll
- Archibald Campbell, 7:e earl av Argyll
- Archibald Campbell, 8:e earl av Argyll
- Archibald Campbell, 9:e earl av Argyll
- Archibald Campbell, 10:e earl av Argyll (1658–1703, blev hertig av Argyll 1701)

## Hertig av Argyll (1701)
- Archibald Campbell, 1:e hertig av Argyll
- John Campbell, 2:e hertig av Argyll
- Archibald Campbell, 3:e hertig av Argyll
- John Campbell, 4:e hertig av Argyll
- John Campbell, 5:e hertig av Argyll
- George Campbell, 6:e hertig av Argyll
- John Campbell, 7:e hertig av Argyll
- George John Douglas Campbell, 8:e hertig av Argyll
- John Douglas Sutherland Campbell, 9:e hertig av Argyll
- Niall Diarmid Campbell, 10:e hertig av Argyll
- Ian Douglas Campbell, 11:e hertig av Argyll
- Ian Campbell, 12:e hertig av Argyll
- Torquhil Ian Campbell, 13:e hertig av Argyll